# أدولف آبيا
أدولف آبيا (من مواليد 1 سبتمبر 1862 في جنيف؛ توفي 29 فبراير 1928 في نيون)، هو مصور ومزخرف ومخرج مسرحي وباحث فني سويسري.

## المهنة
بدأت موهبة أدولف آبيا في الرسم والتصوير الزيتي حين كان يتابع دراسته في الموسيقى. وقد أثارت فيه الحفلات الموسيقية والتمثيلية التي كان يحضرها حبه للمسرح. وكانت أعمال فاغنر هي التي كوّنت ينابيع أفكاره الأولى. إِلا أن تصميمات المشاهد المسرحية لأوبرا «بارسيفال» عام 1886, وأوبرا «تريستان وإِيزولد» عام 1888, قد حثّته على معارضة التقيد بنموذج التصميم الطبيعي للمناظر التي كان فاغنر نفسه يستخدمه. ومنذ عام 1884, أي بعد سنة من تأسيس أندريه أنطوان المسرح الحر, وبعد سبع سنوات من نشر أول نسخة من «فن المسرح» لإِدوارد غوردون كريغ, كان آبيا الوحيد تقريباً الذي آلى على نفسه أن يعارض كبار رجال المسرح في أيامه. إِلا أن ذلك لم يكن يتعارض مع الأعمال الواقعية التي قام بها في تلك الحقبة مثل: اِعداد نماذج للديكور, وتصميم مشاهد مسرحية لأكثر أعمال فاغنر الرئيسة وأعمال كل من غلوك وبيزيه, والمسرح الغنائي والمسرح الدرامي في أعمال شكسبير, وغوته, وإِبسن . وقد توقفت هذه الردة, في التصوير الواقعي, عند آبيا بعد تعاونه, بين عامي 1906و1912, مع مواطنه السويسري جاك - دَلْكرْوز , المؤلف الموسيقي ومبدع الحركات الإِيقاعية الجسدية ومؤسس المدارس الإِيقاعية في سويسرة وفي كثير من البلاد الأخرى, الذي كان يرى ضرورة توافق التعبير بالجسد مع الموسيقى. وقد وافقت هذه النظرية آراء آبيا فنفّذ بعض تجاربه في ضوء ذلك في عدد من الأوبرات مثل «أورفيه» لغلوك, و«تريستان وإِيزولد» و«ذهب الراين» و«الفالكيري» لفاغنر.

## أعماله
عرضت نماذج مصغرة لأعمال آبيا في معارض أوربية عديدة أفصحت عن تطلعاته. وأسهمت محاضراته, ولاسيما كتاباته, في توضيح آرائه الفنية حول ذلك ومنها :«الإِخراج المسرحي للدراما عند فاغنر» باريس عام 1895, والترجمة الألمانية لـ «الموسيقى والإِخراج» ميونيخ عام 1899. وبعد تجارب فنية مختلفة لآبيا سجلت في مجلات أوربية عديدة, نشرها في عمل آخر هو «الأثر الفني الحي» ونشر بعض أصدقائه في سويسرة, بعد وفاته, مجموعة مصورة ضمت أفضل نماذجه التصميمية في الديكور, كما أقاموا «مؤسسة أدولف آبيا» لنشر جميع اِنتاجه الفني. وقد حفظت كل كتاباته ومراسلاته ووثائقه ومعظم تصاميمه المسرحية في المكتبة الوطنية في مدينة بيرن.
يرى آبيا أن عناصر المسرح الأساسية هي: النص, ودور الممثل, والديكور, والإِضاءة, والموسيقى. ومن هذه الرؤية انبثقت حريته واستقلاليته الفنية. فالتركيب المسرحي في نظره وحدة وانسجام, والموسيقى هي العنصر المهم الذي يساعد على تحقيق هذا التركيب. فإِذا كان المسرح حركة, فإِن الموسيقى, بلا شك, حركة في شكلين: أولهما مزيتها في التعبير عن الحياة العاطفية, وثانيهما انتشارها في الزمن. وفي رأي آبيا أيضاً, أنه يجب الاستعاضة عن الديكور (المشاهد المسرحية المصممة) بجهاز مبني وفق الأصول المعمارية, بدرجات مسطحات تظهر حركات الممثل في جميع قدراته التعبيرية.
وكتب يقول: «إِن الجو المسرحي يتألف من عدد صغير من الخطوط الأفقية والعمودية والمائلة مع تنسيق فني فيما بينها». هذا التصور هو غرسة في المسرح التعبيري, وهو في الأصل نظرية «البنائية» ذاتها وهي نظرية جمالية ظهرت عام 1920 لتحل محل النحت التقليدي, وقد أصبح هذا التصور اتجاهاً معمارياً للإِخراج الحديث عند كثير من المخرجين والمزخرفين الحديثين. ويرى آبيا كذلك أن دور الإِضاءة المسرحية يقتصر على وضوح مشاهدة الممثل لا أكثر, إِذ إِن مهمتها هي في مشاهدة التأثير التعبيري على وجه هذا الممثل وجسمه. ولهذا كان ينزع إِلى إِضاءة خيالية في مشاهد قليلة.
ساعدت بعض تجارب آبيا وبعض نماذج تصميماته المسرحية في تطور النظريات الفنية حول هذا الموضوع. وقد كتب يقول: «عاجلاً أم آجلاً, سنصل إِلى ما يسمى بصالة كاتدرائية المستقبل, التي تحتضن, في جو واسع حر ومتغير, المظاهر المختلفة لحياتنا الاجتماعية والفنية, وتكون المكان الأمثل لازدهار الفن الدرامي مع حضور المشاهد أو من دونه». هذه الرؤية رافقت المهرجانات الكبيرة التي تقام في سويسرة الفرنسية (الإِقليم الناطق بالفرنسية في الاتحاد السويسري) وألزمت عدم الفصل بين المشهد والصالة في المسرح كي تخلق جواً من الاِبداع.

## روابط خارجية
- أدولف آبيا على موقع الموسوعة البريطانية (الإنجليزية)